# Vitaphone Racing Team
Vitaphone Racing Team – niemiecki zespół wyścigowy. Oficjalna nazwa zespołu to Bartels Motor&Sport GmbH, jednak ekipa startuje pod nazwą głównego sponsora Vitaphone GmbH. W 2011 roku zmieniono nazwę zespołu na Vita4One. Siedziba zespołu znajduje się w Olpe w Nadrenii Północnej-Westfalii.
W historii startów ekipa pojawiała się w stawce Blancpain Endurance Series, FIA GT Series, ADAC GT Masters, 24h Nürburgring Nordschleife, FIA GT1 World Championship, 24-godzinnego wyścigu Le Mans oraz FIA GT Championship.

## Sukcesy zespołu
- FIA GT Championship

2006 (GT1) - Maserati MC12 GT1 (Michael Bartels, Andrea Bertolini)
2007 (GT1) - Maserati MC12 GT1 (Thomas Biagi)
2008 (GT1) - Maserati MC12 GT1 (Michael Bartels, Andrea Bertolini)
2009 (GT1) - Maserati MC12 GT1 (Michael Bartels, Andrea Bertolini)
- FIA GT1 World Championship

2010 - Maserati MC12 GT1 (Michael Bartels, Andrea Bertolini)
- Blancpain Endurance Series

2011 (PRO-AM Cup) - Ferrari 458 Italia GT3 (Niek Hommerson, Louis Machiels)